# Vinyl Digital
Vinyl Digital (auch bekannt als VinDig) ist ein Online-Shop für Schallplatten und andere Tonträger. Seit 2012 fungiert das Unternehmen auch als Independent-Musiklabel und ist vor allem im Bereich Hip-Hop, Rap, Beat Art und Electronic aktiv. Neben Digital- und Vinyl-Veröffentlichungen und Neuauflagen etablierter Künstler bietet das Label auch neuen, talentierten Musikern eine Plattform zur Veröffentlichung von Vinyl-, Tape- und Digital-Releases.

## Geschichte
Das Unternehmen wurde 2011 von Tobias Wolf-Mühlburger als Schallplatten-Versandhandel in Bingen am Rhein gegründet. Wolf-Mühlburger ist geschäftsführender Gesellschafter von Vinyl Digital. Im Jahr 2014 verlegte das Unternehmen seinen Sitz nach Mörschbach im Hunsrück.
Zu Beginn war Vinyl Digital vor allem im An- und Verkauf seltener und besonderer Schallplatten tätig. Daraus entwickelte sich in kurzer Zeit ein Versandhandel für Vinyl-Tonträger. Die zugrunde liegende Idee war, den besonderen Charakter und Klang der Schallplatte in den digitalen Bereich zu übertragen. Dazu wurden die Schallplatten in einem aufwendigen Verfahren digitalisiert und zusätzlich zum physischen Tonträger angeboten. Mit dieser Idee war Vinyl Digital einer der ersten Anbieter im Bereich des digitalen Musikhandels in Deutschland.
2012 wurde das Unternehmen auch als Musiklabel aktiv und veröffentlichte Fiva & Das Phantom Orchester – Die Stadt Gehört Wieder Mir (Kopfhörer Recordings) exklusiv auf Vinyl. Kurz darauf konnte das Label den chilenischen Produzenten Brous One als ersten eigenen Künstler mit dem Release seines Debütalbums Un Momento En El Tiempo unter Vertrag nehmen.
In den folgenden Jahren arbeitete VinDig u. a. mit Künstlern wie Blumentopf, Haftbefehl, DJ Krush, Joey Bada$$ und Wun Two zusammen.
Populär in Szene-Kreisen ist auch die Instrumental-Reihe EXPEDITion, die seit 2015 regelmäßig mit verschiedenen Beat-Produzenten realisiert wird.
2016 erfolgte mit Prezidents Album Limbus auf Platz 13 der deutschen Album-Charts der erste große Charterfolg.